# Rudolf Chambers Lehmann

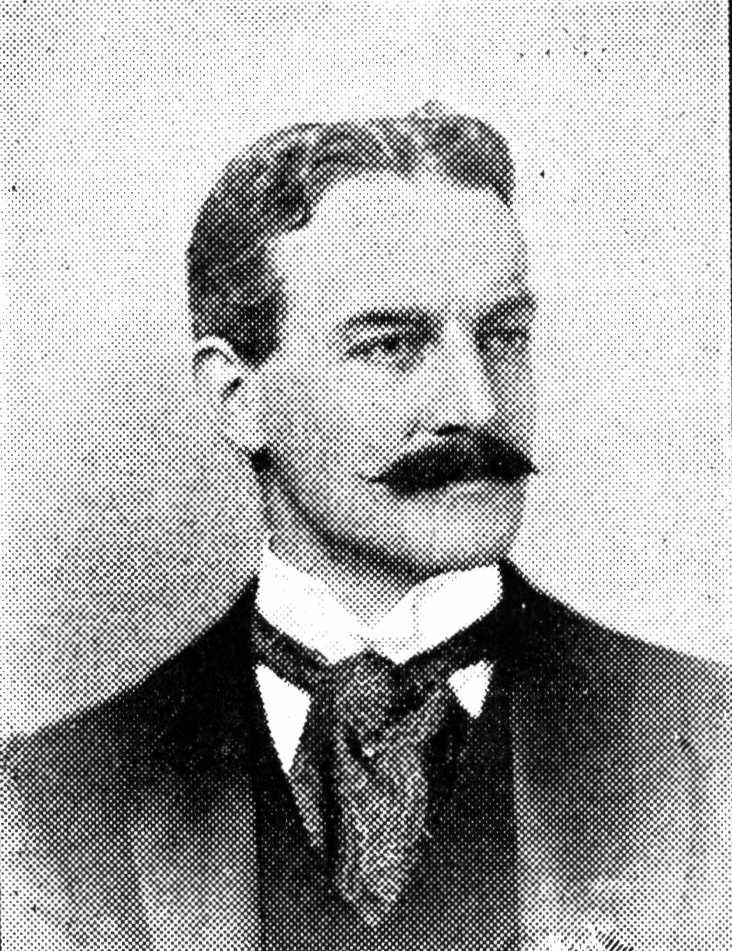
Rudolf Chambers Lehmann

Rudolph Chambers Lehmann (* 3. Januar 1856 in Eccleshall; † 22. Januar 1929 in High Wycombe) war ein englischer Schriftsteller deutscher Abstammung. Als Schriftsteller wurde er vor allem durch seine drei Jahrzehnte währende Tätigkeit als Hauptautor von Punch und als Gründungsredakteur der Zeitschrift Granta bekannt. Er war zudem Politiker der Liberalen Partei, für die er von 1906 bis 1910 dem Unterhaus angehörte. Darüber hinaus war er ein renommierter Rudertrainer, der in England, Deutschland und den USA aktiv war.

## Leben
Lehmann wurde in Ecclesall in der Nähe von Sheffield geboren. Sein Vater war der in Hamburg geborene Augustus Frederick Lehmann, ein Kaufmann und Stahlfabrikant, dessen Brüder Henri und Rudolf beide bekannte Maler waren. Alle drei Brüder wurden in Norddeutschland geboren. Seine Mutter, Nina Chambers, war die Tochter des schottischen Schriftstellers und Naturforschers Robert Chambers. Zu ihrem gesellschaftlichen Umfeld gehörten Charles Dickens, George Eliot, Robert Browning, Lord Leighton und andere bekannte Persönlichkeiten. Lehmann war ein enger Freund von Wilkie Collins.

### Werdegang
Lehmann besuchte die Highgate School und das Trinity College in Cambridge. 1876 war er Präsident der Cambridge Union Society. Er war auch Ruderer und Kapitän des First Trinity Boat Club. Obwohl er zwei Jahre lang im Trial-Achter mitruderte, schaffte er es nicht in den Cambridge-Achter. Bei der Henley Royal Regatta belegte er in jedem Rennen, an dem er teilnahm, den letzten Platz, vom Besucherrennen 1877 bis zum Wyfolds-Rennen 1888.
Lehmann wurde am 6. November 1875 am Inner Temple und am 21. April 1880 zum Anwalt zugelassen, wo er für kurze Zeit im südöstlichen Bezirk Londons tätig war, bevor er eine literarische und politische Karriere einschlug.

### Schriftsteller
Im April 1889 gründete Lehmann mit anderen die Redaktion der Studentenzeitschrift Granta und sein erster Beitrag für Punch erschien in der Ausgabe vom 14. Dezember 1889, ein Dialog mit dem Titel „Among the Amateurs“. Es folgten weitere Beiträge in Punch, wie die Serie „Modern Types“ und Parodien bekannter zeitgenössischer Autoren unter dem Titel „Mr. Punch's Prize Novels“. Innerhalb von vier Monaten wurde er in die Redaktion von Punch berufen und schrieb regelmäßig Beiträge, die sich über dreißig Jahre lang, von 1889 bis 1919, in Punch wiederfanden. Von August bis Anfang November 1894 schrieb er  die vielleicht erste Serie von Sherlock-Holmes-Parodien in Punch; sie wurden 1901 in einem Buch mit dem Titel The Adventures of Picklock Holes gesammelt.
Lehmann schrieb auch Verse, meist leichte, und wurde als „Poet Laureate of Rowing“ bezeichnet. Er versuchte sich als Texter in Werken wie His Majesty, einer Ballad Opera im Stil von Gilbert und Sullivan, mit Musik von Alexander Mackenzie, einem Libretto von F. C. Burnand und zusätzlichen Texten von Adrian Ross, die 1897 am Savoy Theatre aufgeführt wurde. 1901 war er Herausgeber der Daily News.

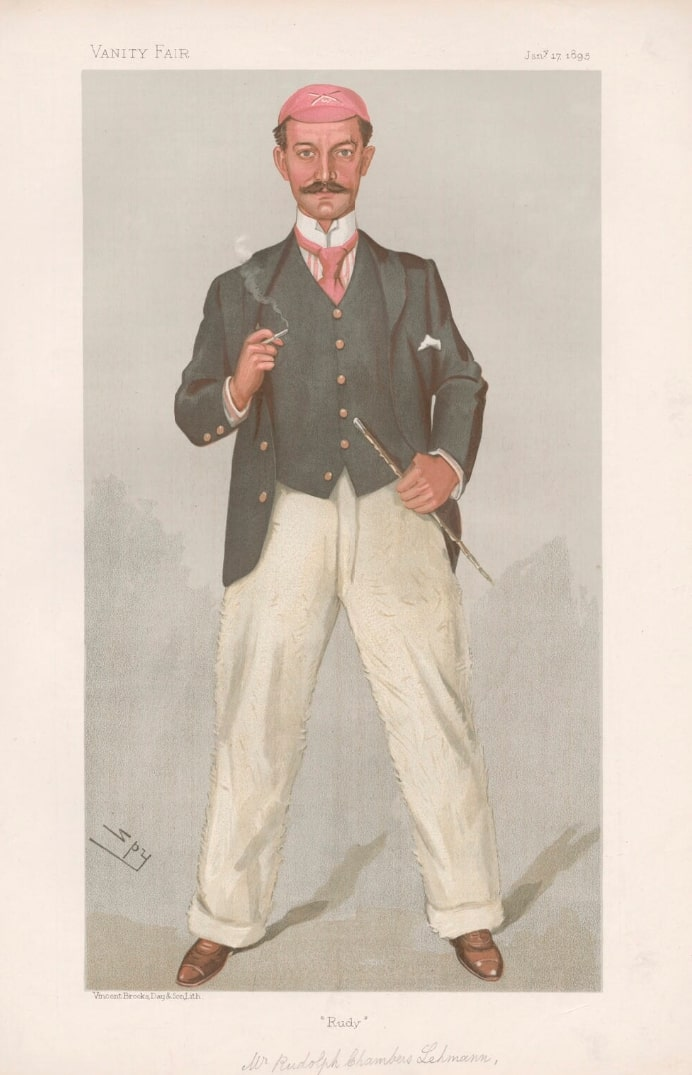
Rudolf Chambers Lehmann (Vanity Fair, 1895)

### Rudertrainer
Von 1891 bis 1903 war Lehmann Trainer in Oxford und Cambridge, in der Regel als Finishing Coach für jeweils beide Teams zeitversetzt, 1892 jedoch für beide. Außerdem trainierte er zu verschiedenen Zeiten Leander Club, Harvard, Yale, den Brasenose College Boat Club, das Trinity College Dublin und den Berliner Ruderclub. Von  1893 bis 1901 war er Hon. Sec. (Ehrensekretär) der Amateur Rowing Association, sowie Kapitän des Leander Club in den Jahren 1894 und 1895. Er galt als Autorität auf dem Gebiet des Ruderns, worüber er ein Buch, The Complete Oarsman, schrieb. Weiterhin war er Hauptautor von Rowing (1898) in der Reihe The Isthmian Library.
Lehman war Gegner internationaler Ruderwettbewerbe und der olympischen Bewegung, da er deren Kommerzialisierung voraussah.

### Öffentliche Ämter
Im Jahr 1901 war er High Sheriff von Buckinghamshire ud war auch Friedensrichter der Grafschaft. 1906 wurde Lehmann zum Mitglied des Parlaments für Harborough gewählt und hatte den Sitz bis 1910 inne.

### Privatleben
Lehmann lebte mit seiner Familie in Bourne End, Buckinghamshire, in einem großen Anwesen namens Fieldhead.
Lehmann starb 1929 im Alter von 73 Jahren in High Wycombe. Er war mit der Amerikanerin Alice Marie Davis (1873–1956) verheiratet. Seine Kinder waren Helen Lehmann (1899–1985), die Schriftstellerin Rosamond Lehmann (1901–1990), die Schauspielerin Beatrix Lehmann (1903–1979) und der Schriftsteller und Verleger John Lehmann (1907–1987).